# Kosteletzkya racemosa
Kosteletzkya racemosa är en malvaväxtart som beskrevs av Lucien Leon Hauman. Kosteletzkya racemosa ingår i släktet Kosteletzkya och familjen malvaväxter. Inga underarter finns listade i Catalogue of Life.